# FCK熊本婚金足球會
FCK熊本婚金（FCK MarryGold Kumamoto，FCK マリーゴールド熊本）是一支在熊本市中心活動的，日本婚慶公司「婚金」[MarryGold]旗下的足球隊，2005年成立。球隊以公司名命名，有學校，少年隊，少年青年隊，女子隊和工作隊。400 名兒童正在努力進行日常練習和遊戲。2022年首次參加天皇盃。

## 活動方針
以世界為目標，旨在培養代表熊本縣、九州和日本的技術、體力和智力的運動員。努力加強訓練強化組織（持續指導），旨在創建一個俱樂部，讓從俱樂部培養出來的球員可以在各個領域發揮積極作用。